# ウソ
ウソ（鷽、学名：Pyrrhula pyrrhula Linnaeus, 1758）は、スズメ目アトリ科ウソ属に分類される鳥類の一種。
和名の由来は口笛を意味する古語「うそ」から来ており、ヒーホーと口笛のような鳴き声を発することから名付けられた。その細く、悲しげな調子を帯びた鳴き声は古くから愛され、江戸時代には「弾琴鳥」や「うそひめ」と呼ばれることもあった。

## 分布
ヨーロッパからアジアの北部にかけて広く分布する。冬季に北方に生息していた個体は南方へ移動する。
日本では、漂鳥または冬鳥として全国に広く分布する。亜種ウソ（P. p. griseiventris）が本州中部以北の亜高山帯などで繁殖し、冬は九州以北の低地に移動して越冬する。また、亜種アカウソ（P. p. rosacea）は冬鳥とて飛来し秋から春にかけて滞在する。

## 形態
全長は15～16cm、翼開長は約26cm。体重は21～34g。体はスズメよりやや大きく、頭の上と尾、翼の大部分は黒色、背中は灰青色。くちばしは太く短く黒い。雄の頬、喉は淡桃色をしているが、雌にはこの淡桃色の部分はない。雄は照鷽（てりうそ）、雌は雨鷽（あめうそ）と呼ばれる。

## 生態
繁殖期は山地の針葉樹林に生息し、非繁殖期には低地の林にも生息する。非繁殖期は10羽ほどの小規模の群れを形成する。
春に木の実や芽（時にはサクラ、ウメ、モモなどの花や蕾）などを食べ、繁殖期に昆虫のガの幼虫やクモなどを食べ、秋にはズミやナナカマドの果実などを食べる。
繁殖期は5-7月で、縄張りをもちつがいで生活する。針葉樹の枝の上に枯れ枝などを使って椀形の巣を作る。1腹4-6個の卵を産む。抱卵期間は12-14日で、雌が抱卵する。雛は12-18日で巣立ちする。
囀声は「フィー、フィー」と口笛のような澄んだ声で、単調な節を交え、雄だけでなく雌も囀る。前述の通り、この口笛のような鳴き声から、口笛の古語を意味するウソという和名になった。飛翔は浅い波形。地鳴きは「ヒー」、「フィッ」など。
また、囀る時に、左右の脚を交互に持ち上げることから別名「弾琴鳥」とも呼ばれる。

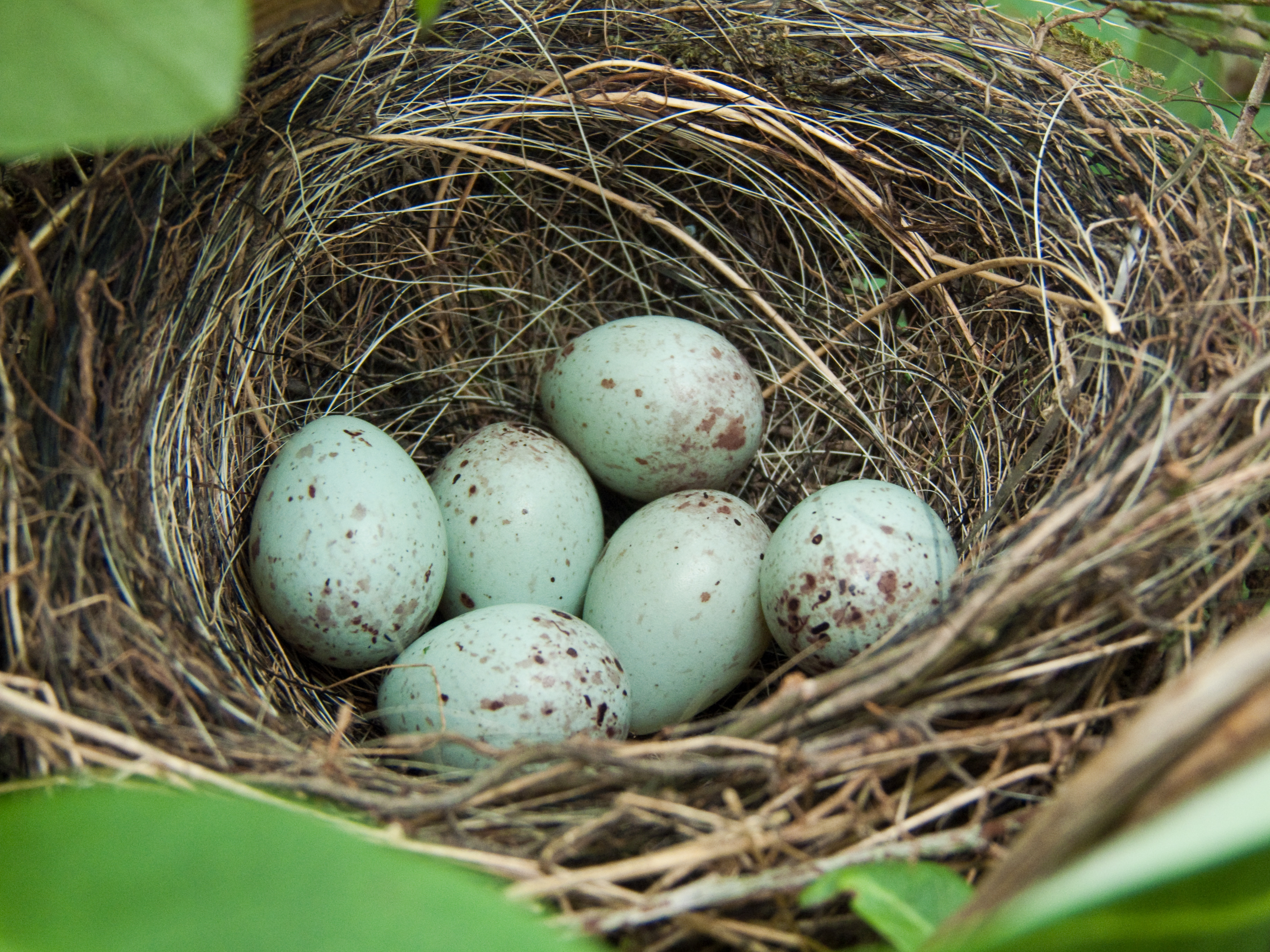
巣と卵
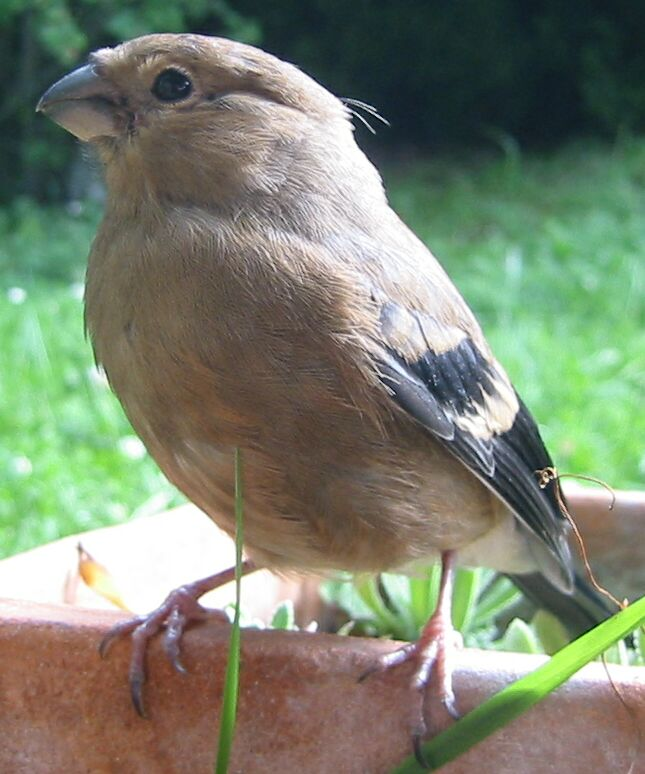
幼鳥
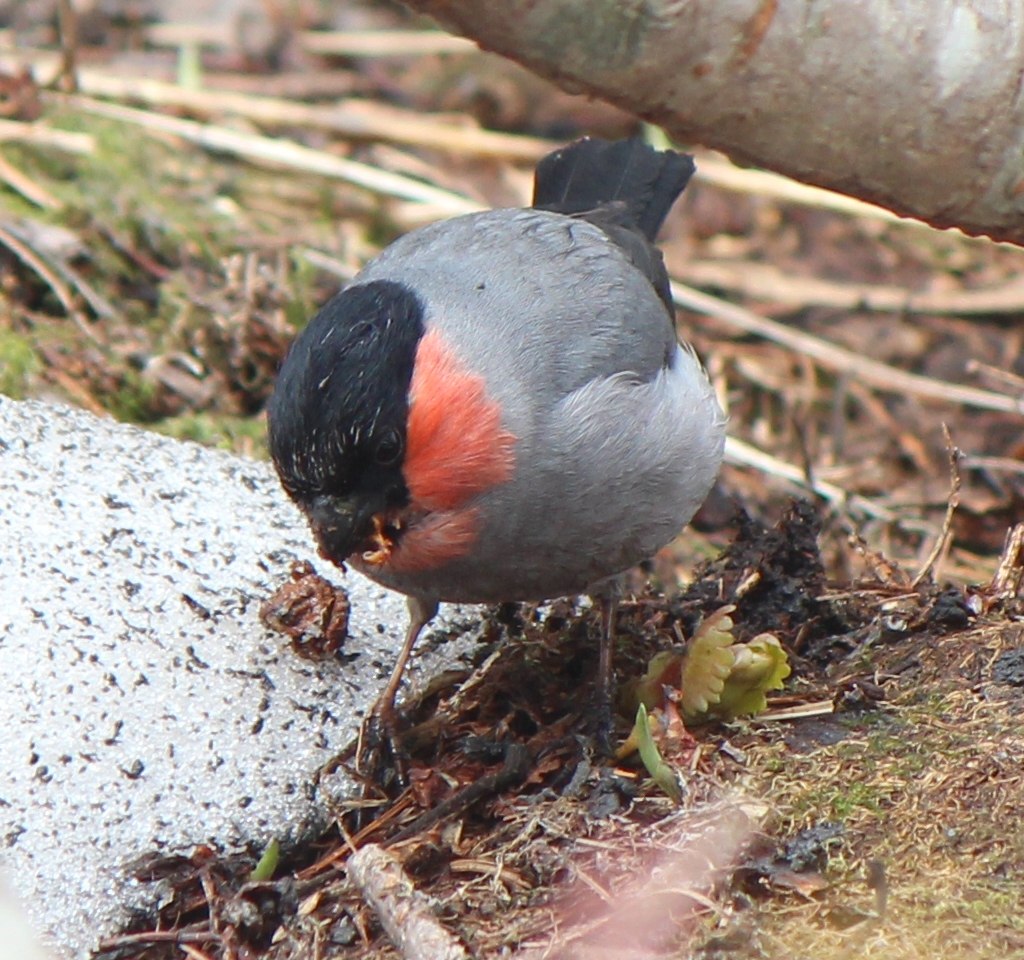
木の実を食べるウソ（オス）
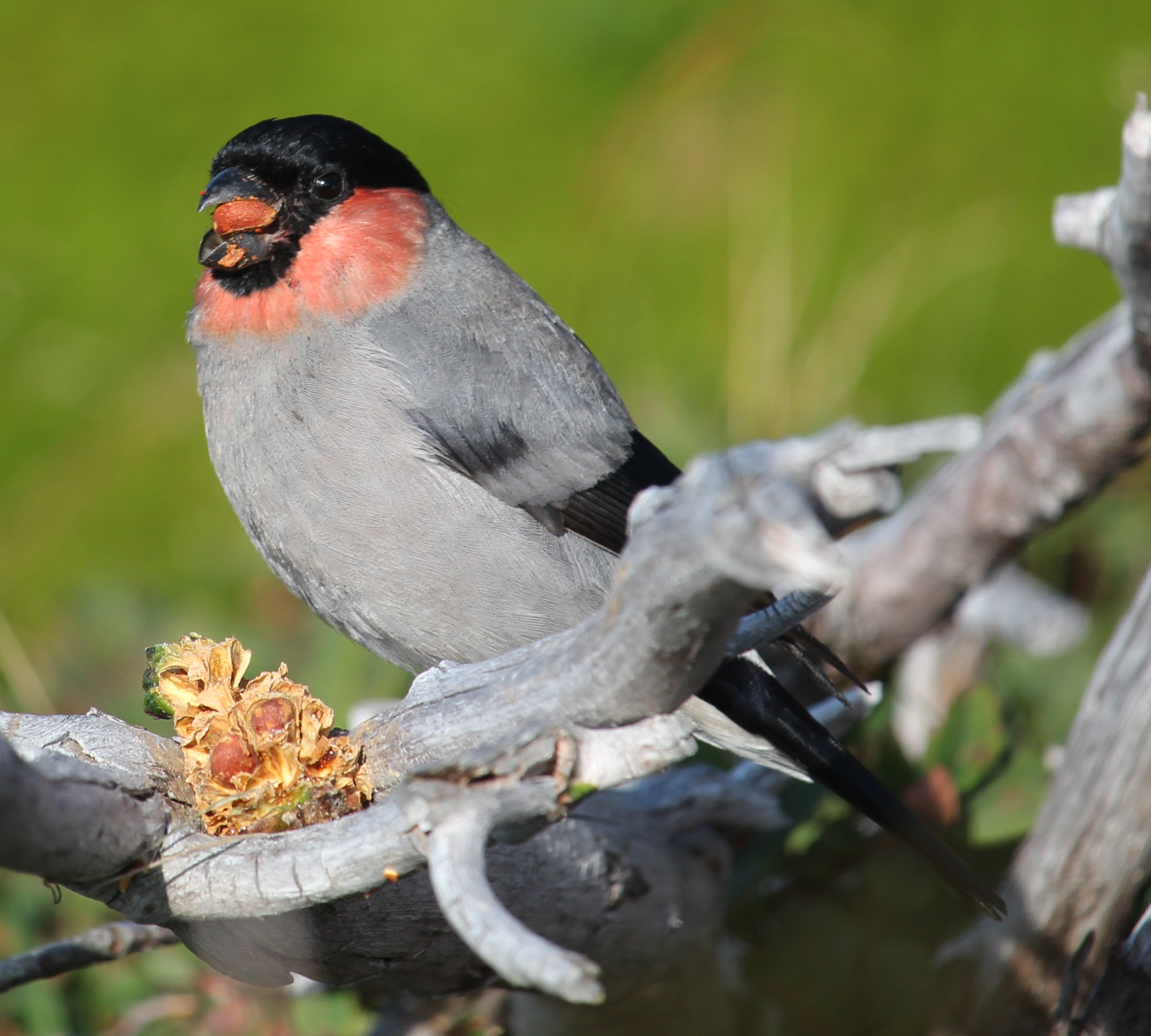
ハイマツの実を食べるウソ（オス）

## 分類

### 亜種
広義のウソ（Pyrrhula pyrrhula）は、以下の亜種に分類されている。
- P. p. pileata MacGillivray, W, 1837 - ブリテン諸島に分布する。
- P. p. pyrrhula (Linnaeus, 1758) - ヨーロッパ（北部、中央南部、東部）とシベリア中央部に分布する。
- P. p. europoea Vieillot, 1816 - ヨーロッパ西部に分布する。
- P. p. iberiae Voous, 1951 - フランス南西部とイベリア半島北部に分布する。
- P. p. paphlagoniae Roselaar, 1995 - トルコ北西部に分布する。
- P. p. rossikowi Derjugin & Bianchi[13], 1901 - トルコ北東部とコーカサスに分布する。
- P. p. cineracea  Cabanis, 1872 - 西シベリアとカザフスタン北東部から東シベリアと中国北東部にかけて分布する。
- P. p. caspica Witherby, 1908 - アゼルバイジャンとイラン北部に分布する。
- P. p. cassinii Baird, SF, 1869 - ベニバラウソ、シベリア東部に分布する。オスは胸から腹にかけて紅色[4]。冬鳥として、まれに日本の中部地方以北に飛来する[7][9]。
- P. p. griseiventris Lafresnaye, 1841 - ウソ、千島列島と日本に分布する。
- P. p. rosacea Seebohm, 1882 - アカウソ、樺太に分布する。冬鳥として日本に飛来する。オスは胸から腹にかけて淡い紅色[4]。北海道では小数が繁殖しているとみられている[7]。

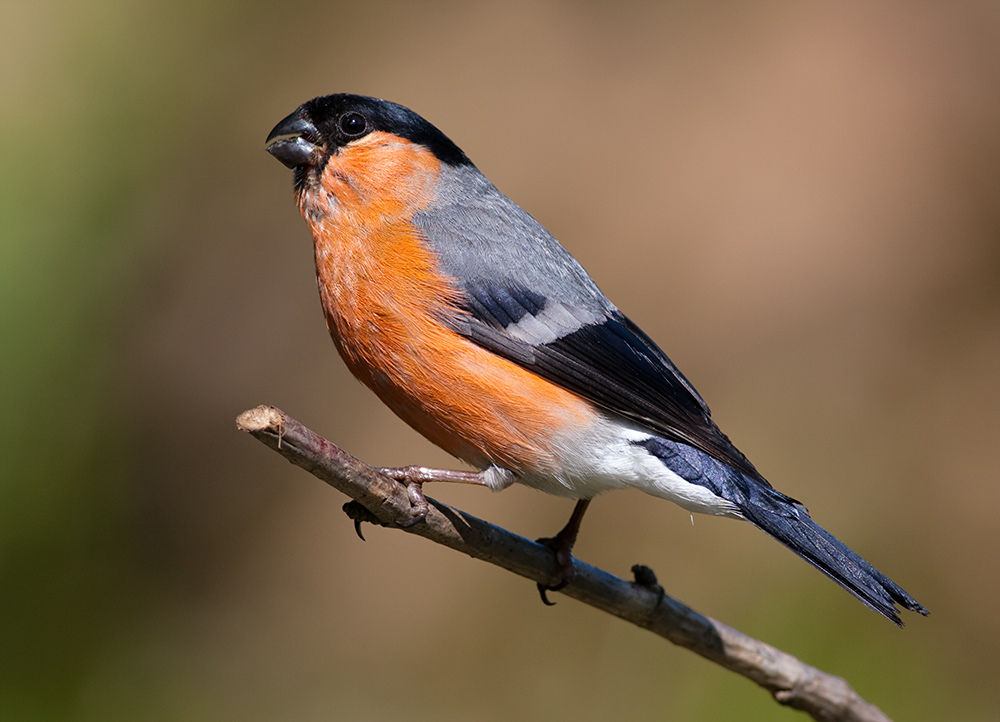
P. p. pileata オス
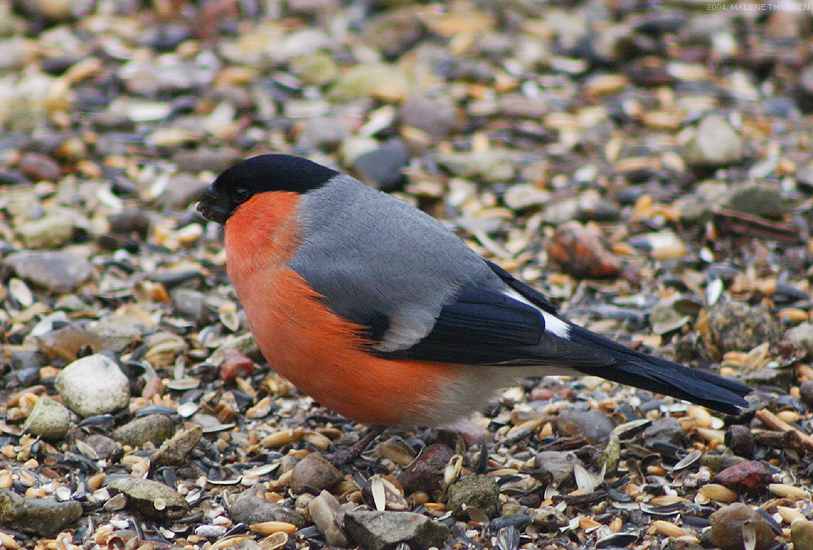
ベニバラウソ P. p. cassinii オス
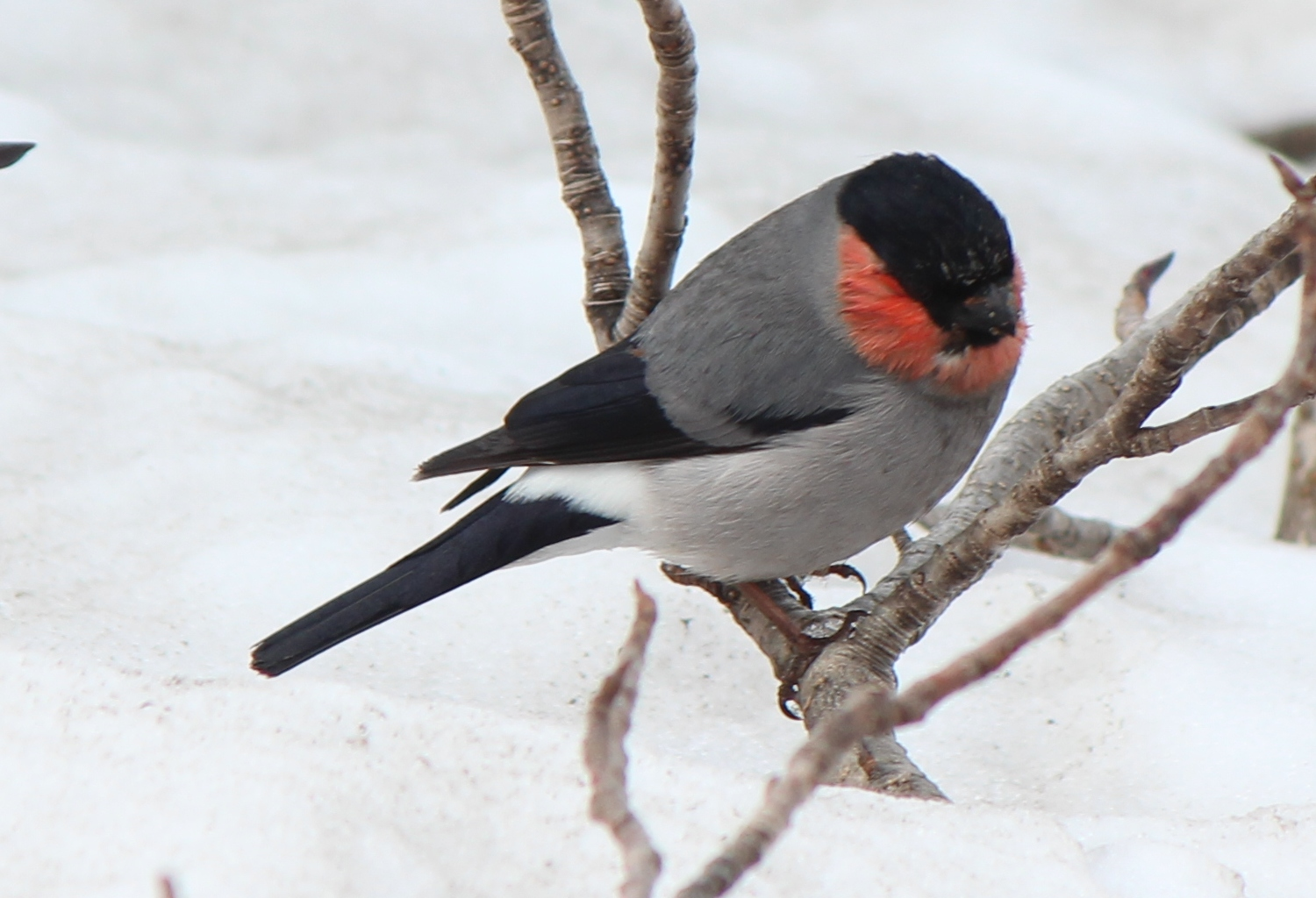
ウソ P. p. griseiventris オス
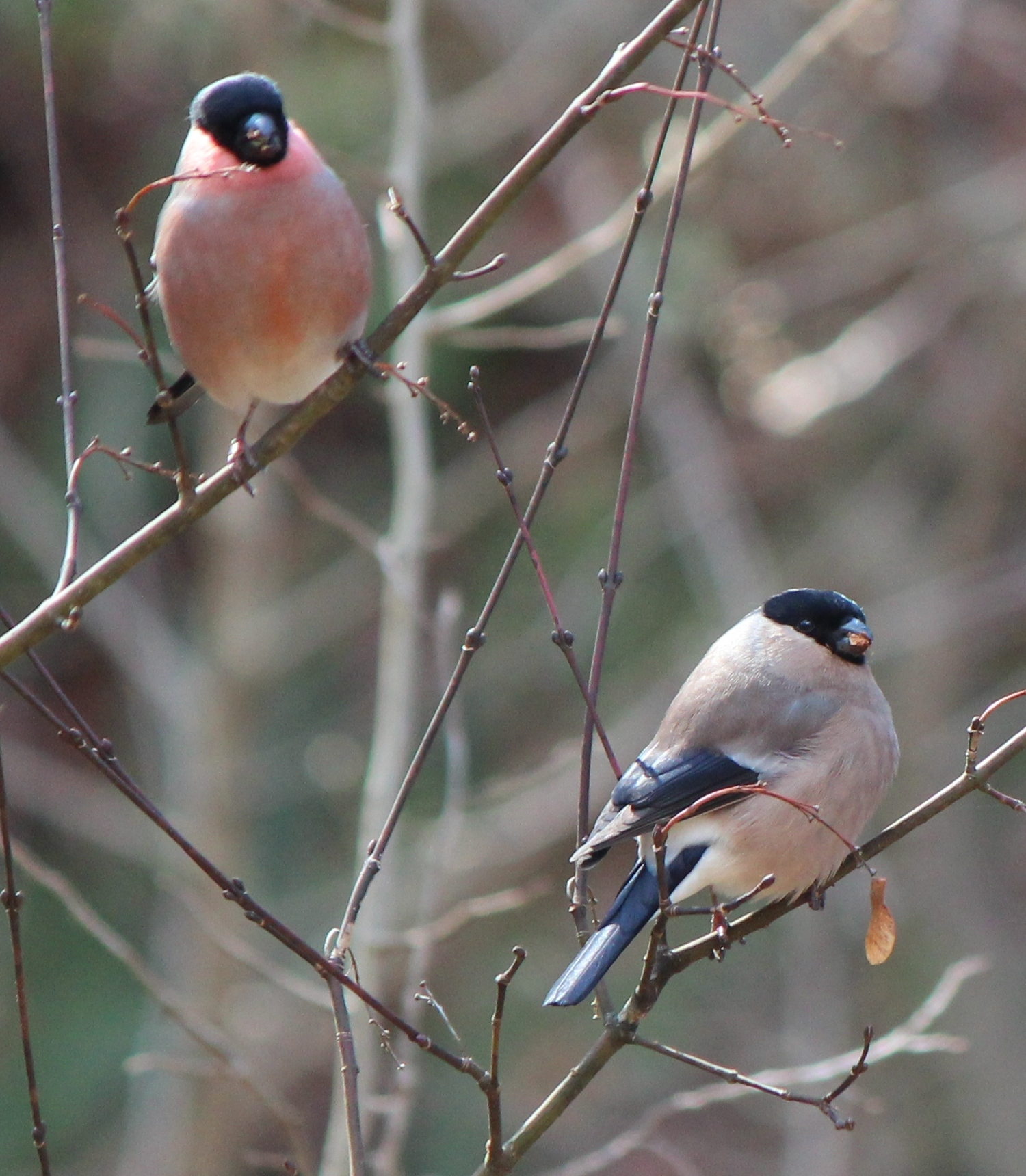
アカウソ P. p. rosaceas 左：オス、右：メス

### 日本で見られる亜種
日本で観察できるのは、次の3亜種である。
- ウソ（P. p. griseiventris）
- アカウソ（P. p. rosacea）

冬鳥として九州以北に渡来する。利尻島では繁殖している可能性がある。
- ベニバラウソ（P. p. cassinii）

冬に北海道や本州で、まれに観察される。

## 種の保全状況評価
個体数は減少傾向にあり、国際自然保護連合（IUCN）により2004年からレッドリストの軽度懸念（LC）の指定を受けている。
日本では亜種ウソ（P. p. griseiventris）が、以下の都道府県でレッドリストの指定を受けている。
- 準絶滅危惧（NT） - 東京都（本土部）
- 希少種 - 滋賀県[注釈 2]

## 人間との関わり
材木に付く虫を食べるためと、『鷽』という字が学の旧字『學』に似ていることから、太宰府天満宮や亀戸天神社では「天神様の使い」とされ、鷽を模した木彫りの人形「木鷽」が土産の定番となっている。この木鷽を使った鷽替え神事も菅原道真を祀った大きな神社の定番である。
春先に公園のソメイヨシノや果樹園のウメやモモの蕾を摘み取ってしまうため、公園管理者や果樹農家から害鳥扱いされることもある。このため駆除されている地域がある。
1839年（天保10年）に毛利梅園による『梅園禽譜』で描写されている。高村光太郎が1927年（昭和2年）11月に第1回大調和美術展に「木彫ウソ鳥」を出展した時の思い出を随筆『木彫ウソを作った時』に綴っている。
1994年（平成6年）4月25日に発売し、2014年（平成26年）3月31日まで販売された130円普通切手の意匠になった。